# Eufemia mazowiecka (1395/1398–1447)
Eufemia (ur. 1395/1398, zm. przed 17 września w 1447) – księżniczka mazowiecka i księżna cieszyńska z dynastii Piastów.
Córka księcia mazowieckiego Siemowita IV i Aleksandry Olgierdówny, siostry Władysława II Jagiełły. Żona księcia cieszyńskiego Bolesława I.

## Biogram
Eufemia urodziła się w między 1395 a 1398. Według Jana Długosza odznaczała się wdziękiem kobiecym, nazywana była Ofką. 26 listopada 1412 poślubiła za dyspensą papieską (pomiędzy nią a przyszłym mężem istniał trzeci stopień pokrewieństwa) Bolesława I cieszyńskiego. Ślub odbył się najprawdopodobniej w Wiślicy pod patronatem króla Polski Władysława II Jagiełły. Eufemia z Mazowsza do Księstwa Cieszyńskiego przeniosła system kancelaryjny. W 1424 wraz z mężem uczestniczyła w koronacji czwartej żony Władysława Jagiełły, Zofii Holszańskiej.
Po śmierci męża 6 maja 1431 Eufemia rządziła Księstwem Cieszyńskim wspólnie z synami: Wacławem, Władysławem, Przemysławem II i Bolesławem II. Ze względu na zadłużenie w 1438 sprzedała Cieszynowi prawa mennicze. Przy jej pośrednictwie w 1435 Wacław zawarł z Polską układ o zwalczaniu rozboju na pograniczu. Eufemia udzieliła również zgody Wacławowi na sprzedaż Księstwa Siewierskiego Zbigniewowi Oleśnickiemu, biskupowi krakowskiemu. Nastąpiło to 24 grudnia 1442. 
Dopóki księżna żyła, Księstwo Cieszyńskie zachowywało jedność. Po jej śmierci nastąpił formalny jego podział między synów: Przemysława II i Bolesława II. Zmarła przed 17 września 1447. Przypuszczalnie została pochowana w klasztorze dominikanów cieszyńskich, w którym to wcześniej spoczęły zwłoki jej męża.

## Genealogia

### Wywód przodków
| 4. Siemowit III (ok. 1320–1381) książę mazowiecki                                         |  |                                                                |  |  |            |
|                                                                                           |  | 2. Siemowit IV (ok. 1352–1426) książę mazowiecki               |  |  |            |
| 5. Eufemia opawska (ok 1330–1392) c. księcia opawskiego Mikołaja II                       |  |                                                                |  |  |            |
|                                                                                           |  |                                                                |  |  | 1. Eufemia |
| 6. Olgierd Giedyminowic (ok. 1296–1377) wielki książę litewski z dynastii Giedyminowiczów |  |                                                                |  |  |            |
|                                                                                           |  | 3. Aleksandra Olgierdówna (ok. 1370–1434) księżniczka litewska |  |  |            |
| 7. Julianna twerska (ok 1330–1392) księżniczka twerska                                    |  |                                                                |  |  |            |
|                                                                                           |  |                                                                |  |  |            |

### Potomstwo
- Wacław I (1413/1416–1474), książę cieszyński;
- Władysław (ok. 1420–1460), książę cieszyński i głogowsko-ścinawski;
- Przemysław II (ok. 1420–1477), książę cieszyński i głogowski;
- Bolesław II (ok. 1428–1452), książę cieszyński.
- Aleksandra (po 1412-po 1460), poślubiona palatynowi węgierskiemu Władysławowi z Gary.